# Sonate pour piano no 14 de Schubert
Pour un article plus général, voir Sonate pour piano.
Pour les articles homonymes, voir Sonate pour piano (homonymie).
La Sonate pour piano en la mineur, D. 784, composée en février 1823, est la quatorzième sonate de Franz Schubert.

## Présentation
Cette œuvre énigmatique occupe une position isolée dans le corpus des vingt et une sonates pour piano de Schubert, car la précédente, la sonate en la majeur, D. 664, remonte à l'été 1819 et aucun autre projet de sonate ne verra le jour avant le printemps 1825.
La mineur est toutefois une tonalité que Schubert avait déjà choisie en 1817 pour sa sonate D. 537, et elle sera utilisée une troisième et dernière fois dans la sonate D. 845 de 1825.
Comme la plupart de ses sœurs, la sonate D. 784 ne sera pas publiée du vivant de Schubert (seulement trois d'entre elles le seront). Ce n'est qu'en 1839, soit plus de dix ans après la mort de son auteur, qu'Anton Diabelli la publiera, avec une dédicace à Felix Mendelssohn, sous le numéro d'opus 143 et le nom de Grande Sonate. Ce titre commercial est trompeur car il s'agit en réalité d'une œuvre plutôt concise, qui ne comprend que trois des quatre mouvements de la sonate traditionnelle, la structure d'ensemble étant celle d'un mouvement lent encadré par deux mouvements rapides. C'est d'ailleurs la dernière fois que Schubert écrit une sonate pour piano en trois mouvements, les sept suivantes comportant toutes un scherzo ou un menuet en troisième position.
De même que la sonate en la majeur de 1819 reflète une époque heureuse de la brève existence de Schubert, cette sonate introspective jaillit tel un murmure angoissé face aux premiers assauts de la maladie vénérienne qui commence à se manifester vers la fin de 1822, et qui ne cessera de tourmenter le compositeur jusqu'à sa mort en 1828. Toute l'année 1823 est ponctuée de rechutes, et Schubert, alors âgé de 26 ans, prend conscience que sa santé est pour toujours gravement altérée.
L'œuvre est donc parcourue par une profonde inquiétude, surtout dans ses deux mouvements extrêmes, inquiétude à peine contrebalancée par le bref Andante central. On peut la considérer à ce titre comme la première grande page pianistique de la maturité de Schubert, avec la Fantaisie en ut majeur composée à peine trois mois plus tôt.
Les trois mouvements de la sonate sont les suivants :
1. Allegro giusto (4/4)
2. Andante (2/2)
3. Allegro vivace (3/4)

Son exécution demande une vingtaine de minutes.

## Analyse

### Allegro giusto
Le début de la sonate évoque le ton de la ballade romantique : la musique, surgissant du silence dans un chuchotement, baigne dans une lumière pâle. Ce climat trouble n'est d'ailleurs pas sans rappeler l'introduction pianistique frémissante de la dramatique ballade Der Zwerg, un des grands chefs-d'œuvre de Schubert pour voix et piano, composé à la même époque, dans la même tonalité de la mineur. Un thème de huit mesures, présenté à l'unisson sur une pulsation régulière et monotone, s'élève et s'évanouit par deux fois dans les profondeurs du clavier. Le fil conducteur de ce mouvement est la cellule rythmique blanche - croche présentée à nu à la neuvième mesure, qui porte en germe ce sentiment de marche implacable du voyageur qui ne rejoint jamais son foyer : le motif du Wanderer, si prégnant à travers l'œuvre de Schubert.
Un trémolo menaçant à la basse ramène le premier thème fortissimo, ponctué de rafales de rythmes pointées. La véhémence de ce passage donne à l’œuvre une envergure quasi orchestrale. Le mouvement semble ensuite se mettre à piétiner : quatre mesures identiques exclusivement constituées de la cellule blanche - croche se succèdent, monotones et entêtantes, avant une brusque et sévère transition sur de solennels trémolos en octave.
La musique, jusqu'à présent aride et désolée, presque minérale, fait alors place à un second thème richement harmonisé en mi majeur, en totale opposition sur le plan de l'expression. À la fois consolateur, apaisant et secret, il fait partie des grandes inspirations de Schubert. Son rythme, toujours monotone et régulier (deux blanches suivies de quatre noires), le rapproche nettement du thème initial. Cependant, à l'inverse de ce dernier, il tend à chercher la lumière en s'élevant vers le registre aigu du piano. Quelques harmonisations en fin d'exposition en nuancent la paisible sérénité, tel les échos lointains d'une secrète angoisse, avant que la musique s'éteigne dans un silence lourd et suspensif qui mène à la reprise de cette première partie.
Le développement, débutant en fa majeur (tonalité du deuxième mouvement), fait la part belle à la cellule rythmique blanche - croche ainsi qu'aux rafales de rythmes pointées, dans un déchaînement de violence spectaculaire. La musique s'apaise avec le retour à la main gauche du second thème, toujours en fa majeur, pendant que la main droite poursuit les rythmes pointés, maintenant transformés en guirlandes délicates, avant de s'évanouir une nouvelle fois. Une mesure de silence précède le retour du thème initial.
Fidèle aux canons de la forme sonate, Schubert reprend alors toute la première partie, avec toutefois de subtiles nuances, notamment la formulation rythmique du deuxième thème, présenté cette fois-ci en la majeur, légèrement modifiée avec l'introduction de triolets de noires. La brève coda reprend abondamment la cellule rythmique obsédante et le mouvement s'achève pianissimo en la majeur, dans une paix fragile, durement conquise.
L'importance capitale des silences dans ce mouvement de sonate tout en demi-teinte est un élément nouveau dans l’œuvre pianistique de Schubert, qui se fera de plus en plus sensible dans ses compositions ultérieures.

### Andante
Le bref mouvement lent est en trois parties A - B - A. Après l'omniprésente tension de l'allegro précédent, le premier thème, un choral simple et lumineux en fa majeur, ponctué par une discrète formule rythmique énoncée ppp, apporte un véritable élément de détente à la sonate. Cette petite formule rythmique se fait insistante et menaçante et mène directement à la partie B, orageuse et modulante, avec ses triolets véhéments qui balaient le clavier. Le calme revient et le choral fait son retour, accompagné des triolets dans l'aigu en toile de fond.
La coda remet la petite formule rythmique au premier plan, puis le mouvement s'évanouit sur une ultime et paisible reprise du choral.

### Allegro vivace
Le ton de la mineur fait son retour dans le finale. Ce mouvement, souvent compris comme un Rondo, pourrait en fait être une forme sonate.
Le premier thème, en triolets rapides, mouvement perpétuel à deux voix, stoppe brutalement après avoir atteint la sixte napolitaine (si bémol, mes.29, cadence jusqu'à mes.31). Il s'ensuit une transition (binaire) qui conduit au 2e thème, mes.51, en fa majeur, binaire lui aussi. Ce second thème lyrique joue un rôle capital dans la forme du mouvement: le ton de fa majeur ne correspond pas à la forme classique (qui amènerait soit la dominante (mi) soit le 3e degré (do)) mais rappelle le second mouvement de la sonate. Il s'ensuit une récapitulation, entièrement écrite, du premier thème (mes.80), qui module cette fois vers mi mineur (mes.111) puis do majeur: le second thème est ainsi introduit une seconde fois, cette fois « dans les règles » (mes.131).
Il s'ensuit un développement, qui débute à la mesure 160. Après un début fortissimo (rappelant l'appel de napolitaine de la mesure 29), celui-ci brode sur un motif "blanche-noire" issu du 2e thème accompagné par les triolets du premier (mesure 183). La dynamique d'ensemble du développement reste alors pianissimo, jusqu'à la reprise, mes.199.
La reprise réorganise le matériau de l'exposition: la transition des mesures 31 à 51 est replacée après le second thème (cette fois en la majeur), mesure 253. Le second thème est lui aussi en la majeur, ce qui confirme le plan de forme sonate.
Il est intéressant de noter quelques détails concernant la dynamique et l'articulation du second thème :
- Lors de l'exposition (fa majeur), les arcs de liaison sont longs (deux mesures) sur pratiquement l'ensemble du thème. La dynamique est pianissimo, avec un crescendo à partir de la mesure 59.
- À la réexposition (do majeur), les arcs de liaison sont courts (une mesure) sauf pour certains motifs (131-132, 135-136, 141-144), la dynamique est piano.
- Lors de la reprise (la majeur) les arcs de liaison sont courts (une mesure) partout sauf mes.229-230, 237-238, 245-246). La dynamique est pianissimo.

Au fil de la sonate, le caractère de ce thème devient donc de plus en plus "haché", ténu. La coda (à partir de m.253) fortissimo est d'autant plus mise en avant.

La conclusion de la sonate, en octaves, puis accords mineurs dans l'extrême grave, est extrêmement virtuose, ou plutôt « physique » : alors que l'œuvre de Schubert est souvent marquée par la résignation devant le tragique, on pourrait y voir, au vu du contexte de la composition (annonce de la maladie), l'un des seuls moments de véritable révolte jusqu'aux dernières mesures chez le compositeur.

## Sélection discographique
- Alfred Brendel : Brendel spielt Schubert, Decca Eloquence
- Alfred Brendel : Schubert 1822-1828, Philips
- Radu Lupu : Schubert : Sonates pour piano D. 959, D. 784 et D. 157, CD, Decca, 1991
- Radu Lupu, A piano recital, Schubert D784, Brahms,Decca, 1971